# Evergestis bamianalis
Evergestis bamianalis là một loài bướm đêm trong họ Crambidae.